# Drymonia melagona
Drymonia melagona är en fjärilsart som beskrevs av Moritz Balthasar Borkhausen 1790. Drymonia melagona ingår i släktet Drymonia och familjen tandspinnare. Inga underarter finns listade i Catalogue of Life.